# Atentát na Jicchaka Rabina
Atentát na Jicchaka Rabina byl spáchán dne 4. listopadu 1995 (11. chešvanu 5756) v izraelském Tel Avivu ve 21.30 místního času, na konci demonstrace za podporu mírové dohody z Osla. Pachatelem byl Jigal Amir, jemenský Žid a radikální sionista, který se ostře stavěl proti mírové dohodě i proti Rabinovým mírovým iniciativám jako takovým.

## Pozadí události
Atentát na izraelského premiéra a ministra obrany Jicchaka Rabina byl vyvrcholením izraelského ultra-ortodoxního disentu vůči mírovým procesům z Osla. I přes Rabinovy nesporné vojenské zásluhy nebyl izraelskými ortodoxními konzervativci a vůdci strany Likud příliš respektován, jelikož tito považovali celý mírový proces jako Rabinovu snahu připravit Izrael o jím okupovaná území. Navzdory obviněním z řad Likudu se Rabin naopak zaměřil na posílení postavení Izraelských osad na okupovaných územích. Měl naopak v plánu udělit Organizaci pro osvobození Palestiny až devadesátiprocentní kontrolu nad arabskou populací sídlící na Západním břehu Jordánu, přičemž by Izraeli zůstalo 70 % okupovaných území. Během veřejného projevu v Knesetu Rabin zdůraznil, že by „Izrael měl mít absolutní volnost v úkonech, která by vedla ke splnění hlavních bezpečnostních cílů a k jejich trvalému upevnění.“
Nepřátelství vůči Rabinovi nicméně neustalo, ortodoxní konzervativci společně tvrdili, že jakékoliv stažení Izraele z židovských území by se rovnalo herezi. Demonstrace pořádané Likudem se tedy neustále zostřovaly a získávaly na intenzitě. Tehdejší vůdce strany Likud (a pozdější ministerský předseda) Benjamin Netanjahu obvinil Rabina z „odvracení se od židovských tradic...a od židovských hodnot.“ Během protestů proti mírovým dohodám z Osla, které Netanjahu svolával, se objevovaly plakáty vyobrazující Rabina v uniformě jednotek Waffen SS nebo jako terč v hledí odstřelovací pušky. Rabin naopak obvinil Netanjahua z vyvolávání nepokojů, což striktně odmítl.

## Atentát

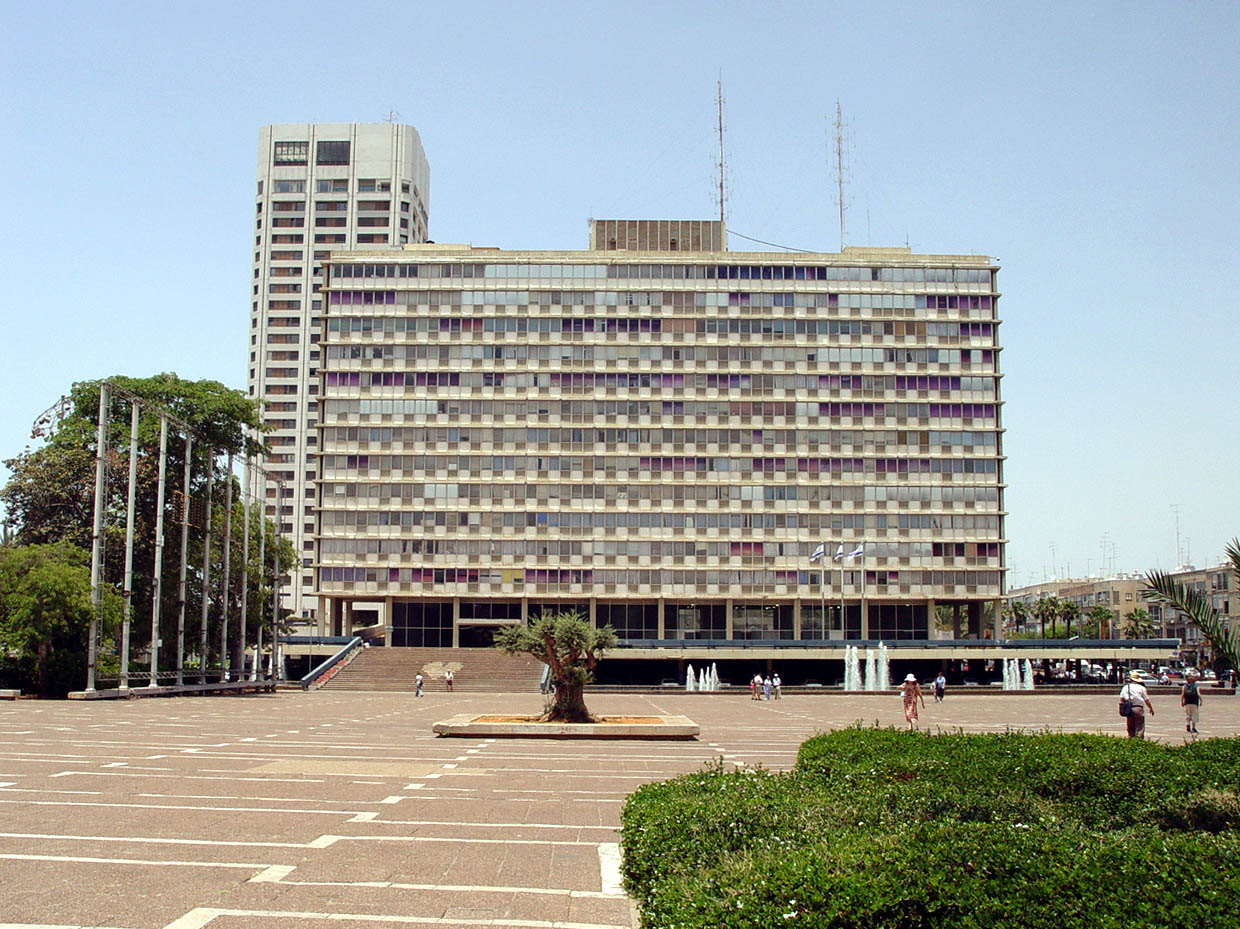
Místo demonstrace před atentátem: Rabinovo náměstí a Tel Avivská radnice.

Po skončení mírové demonstrace za podporu dohody z Osla vyšel ministerský předseda Jicchak Rabin hlavním východem z budovy Tel Avivské radnice a začal sestupovat po přístupových schodech směrem ke své limuzíně. V tu chvíli na něj byly vypáleny tři střely, které jej zasáhly do prsou, břicha a roztříštily mu páteřní obratle.
Pachatelem byl Jigal Amir, který byl studentem Ješivy na Bar-Ilanově univerzitě v Ramat Ganu. Amirovi se silně protivily Rabinovy mírové snahy a především podpis dohody z Osla, jelikož se domníval, že stažení Izraele ze Západního břehu Jordánu by znamenalo „odvrácení se od židovského dědictví, které bylo naplněno vybudováním osad právě na Západním břehu.“ Amir začal Rabina vidět jako člověka, který bezprostředně směřuje k usmrcení Židů. Tato kategorie se hebrejsky nazývá din rodef. Podle některých badatelů nebyla koncepce din rodef součástí tradičního židovského práva a byla vzkříšena až teprve rabíny z newyorského Brooklynu a rabíny působícími v osadách na okupovaných územích.[zdroj?] Podle koncepce din rodef Amir později u soudu odůvodňoval střelbu na Rabina, jakožto hrozby pro židovský národ.
Amir byl okamžitě po střelbě zneškodněn Rabinovou osobní ochrankou i spolu s vražednou zbraní, poloautomatickou pistolí Beretta 81. Postřelen byl i člen ochranky Joram Rubin, který byl zasažen třetí střelou, která Rabina minula. Shodou okolností studoval Rubin geografii na stejné univerzitě jako atentátník Amir. Těžce raněný Jicchak Rabin byl neprodleně převezen do tel avivské nemocnice Tel Aviv Medical Center, kde však po čtyřiceti minutách umírá z důvodu velké krevní ztráty a průstřelu plíce. Rabinův tiskový mluvčí Ejtan Haber o tomto neprodleně informuje před vstupem do nemocnice slovy:
Vláda Izraele v šoku a s velkým zármutkem oznamuje, že zemřel ministerský předseda Jicchak Rabin, dnes v Tel Avivu. Budiž požehnáno jeho památce.
Při ohledání Rabinova těla byl v jeho kapse nalezen zkrvavený útržek papíru s textem oblíbené izraelské písně Šir la-Šalom, která je považována za mírovou hymnu, která paradoxně vyjadřuje smutek nad nemožností znova oživit mrtvého člověka a dále touhu po věčném míru.

## Reakce a pohřeb

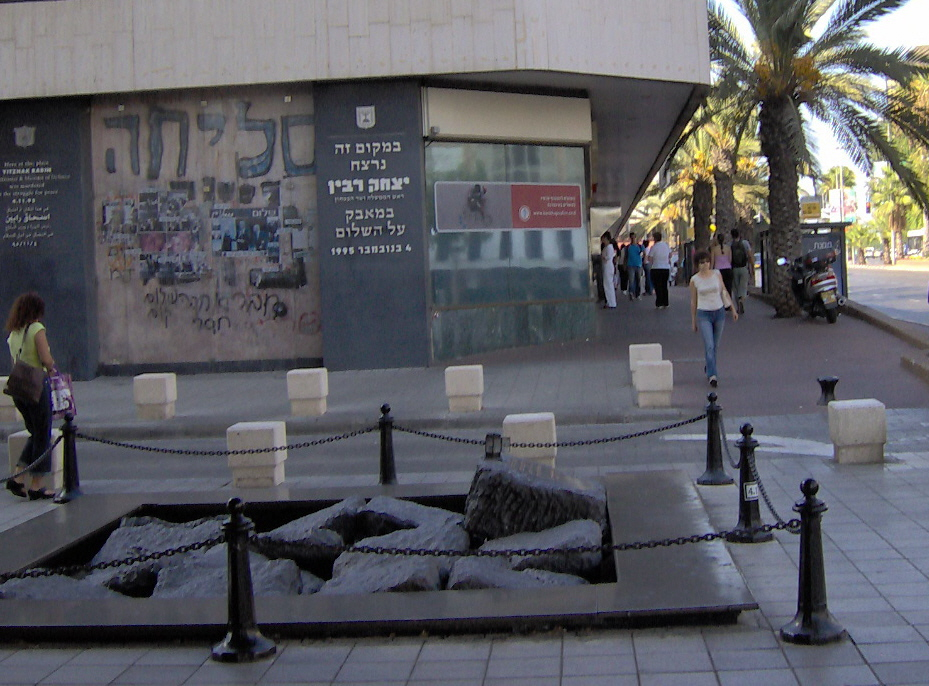
Památník na atentát vedle telavivské radnice má tvar polámané skály.

Atentát na Rabina byl velkým šokem pro celý izraelský lid. Poblíž místa činu, na Náměstí Králů Izraele (později přejmenovaného na Rabinovo náměstí) se následně konala četná shromáždění a vzpomínkové akce. Podobné akce se konaly i poblíž Rabinova bydliště, Knessetu i u atentátníkova domu. Na Rabinovu počest byly nejen po celém Izraeli pojmenovány četné ulice a veřejné budovy (jmenuje se po něm např. i ulice v německém Stuttgartu Yitzhak-Rabin-Strasse).
Pohřeb Rabina se konal dne 6. listopadu na Herzlově hoře v Jeruzalémě, kde je nyní pochován. Pohřbu se účastnili zástupci z celého světa včetně osmdesáti hlav států. Mezi zúčastněnými byli např.: ruský ministerský předseda Viktor Černomyrdin, španělský ministr Felipe González, kanadský ministerský předseda Jean Chrétien, izraelský ministerský předseda a ministr zahraničí Šimon Peres, generální tajemník OSN Butrus Butrus-Ghálí, prezident Spojených států Bill Clinton, jordánský král Husajn, Rabinova vnučka Noa Ben-Arci, první náměstek ministerského předsedy Šimon Ševes, egyptský prezident Husní Mubarak, a izraelský prezident Ezer Weizman.
Na den Rabinova úmrtí byl ve shodě s židovským kalendářem stanoven den národního smutku.

## Důsledky události

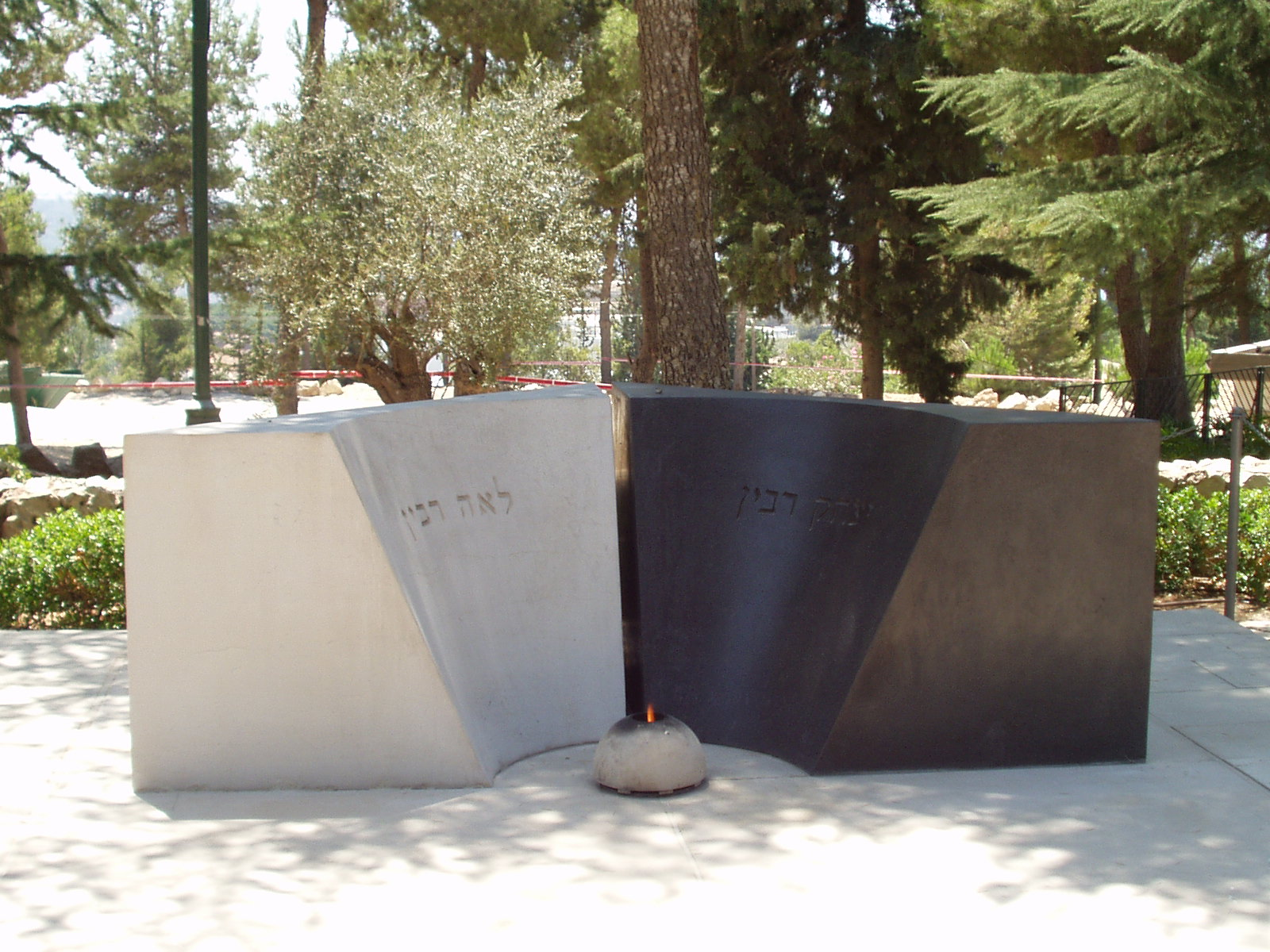
Hrob Jicchaka Rabina na hřbitově Herzlova hora

Smrt Jicchaka Rabina silně ovlivnila následné izraelsko-palestinské vztahy, v tom smyslu, že bylo poté velmi těžké nalézt společnou řeč, která by vedla k udržení mírových vztahů mezi židovským státem a Palestinou. Izraelské osady na okupovaných územích se staly velkým ohniskem nesváru, který trvá až do dnešních dnů (2023). Trvalé důsledky Rabinovy smrti popisuje britský autor Charles D. Smith slovy: „Přízrak dalších atentátů či případné občanské války v Izraeli, která by nastala v případě stažení se z okupovaných území, posílil izraelského ministerského předsedu Ehuda Baraka v rozhodnutí posílit expanzi osad s připomenutím velké touhy osadníků po trvalém míru s Palestinci, a dále tato událost napomohla k větší toleranci Izraelských aktivit ze strany amerických mírových vyjednávačů, kteří si ovšem uvědomili i negativní důsledky těchto expanzivních aktivit.“
Atentát též napnul již tak špatné vztahy mezi Izraelskou stranou práce a stranou Likud do naprosto bezprecedentní míry. Napjatá atmosféru pak dále rozvířil Bibi Netanjahu, který následujícího roku odmítl uznat den národního smutku za zesnulého Jicchaka Rabina, což mu vdova po Rabinovi oplatila zákazem pronést řeč na vzpomínkovém ceremoniálu za svého zesnulého manžela.
Po Rabinově smrti nastoupil do funkce ministerského předsedy Šimon Peres, který neprodleně provedl několik zásadních kroků ke splnění dohody z Osla. Smith o tomto napsal: „Izraelské vojenské síly se ke konci roku 1995 stáhly ze šesti klíčových měst z Oblasti A a z více než čtyř set vesnic v Oblasti B.“ 20. ledna 1996 se konaly volby do palestinské samosprávné vlády, čímž byl splněn jeden z bodů z Deklarace zásad z roku 1993.
| „                                                                                     | Dvacet sedm let jsem byl mužem války. Vedl jsem boje, pokud nebyla šance na mír. Vždy jsem však věřil, že většina lidí touží po míru a je ochotna využít možnosti míru docílit. Násilí ničí základy izraelské demokracie. Mělo by být odsouzeno. Mělo by být odsouzeno, vykořeněno a izolováno. Násilí není cestou Státu Izrael. | “ |
| — Jicchak Rabin; poslední projev na velkém shromáždění v Tel Avivu, 4. listopadu 1995 | |   |